# Övertorneå tingslag
Övertorneå tingslag var ett tingslag i norra Norrbotten. Tingsställe var före 1724 Mikonantti, därefter Matarengi.
Tingslaget upphörde 1919 då verksamheten överfördes till Torneå tingslag. 
Tingslaget hörde mellan 1680 och 1820 till Västerbottens norra kontrakts domsaga, mellan 1821 och 1838 till Norrbottens domsaga, mellan 1839 och 1877 till Norrbottens norra domsaga och från 1877 till Torneå domsaga.

## Socknar
Tingslag omfattade följande socknar: 
- Övertorneå socken
- Hietaniemi socken
- Pajala socken till 1830 då Pajala tingslag bildades för denna socken